# 小行星22616
小行星22616（22616 Bogolyubov）是一颗绕太阳运转的小行星，为主小行星带小行星。该小行星于1998年5月19日发现。

## 轨道参数
小行星22616的轨道半长轴为363 203 503 km，2.4278309 UA，离心率为0.132。